# Erstein
Erstein (Erstein in tedesco e Eerstain in alsaziano) è un comune francese di 10 661 abitanti situato nel dipartimento del Basso Reno nella regione del Grand Est, capoluogo dell’omonimo cantone.

## Società

### Evoluzione demografica
Abitanti censiti

## Amministrazione

### Gemellaggi
- Endingen, Germania
- San Joao De Loure, Portogallo